# Anywhere But Here
Anywhere But Here – debiutancki album studyjny polskiej piosenkarki Poli Rise. Wydawnictwo ukazało się 12 stycznia 2018 roku nakładem wytwórni muzycznej Warner Music Poland.
Materiał na album powstawał w miastach, takich jak Nowy Jork, Londyn, Kopenhaga, Berlin, Dublin, Turyn, Seul, Reykjavik i Oslo. Nad materiałem pracowali m.in. Robot Koch, kolektyw Nector, Loxe, Emiji, Manoid i Jan Pęczak. Na płycie zaśpiewał również islandzki wokalista Sebastian Storgaard z zespołu Slowsteps. 
W dniu premiery albumu Pola Rise wystąpiła na żywo podczas programu Dzień dobry TVN, prezentując drugi singel z płyty – „Fear”.
Album zadebiutował na 28. miejscu polskiej listy przebojów – OLiS.

## Lista utworów
Opracowano na podstawie materiału źródłowego.
| Nr  | Tytuł utworu                     | Słowa                          | Muzyka                                              | Długość |
| --- | -------------------------------- | ------------------------------ | --------------------------------------------------- | ------- |
| 1.  | „Go Slow”                        | Pola Rise                      | Manoid, Pola Rise                                   | 4:00    |
| 2.  | „Hear You”                       | Pola Rise                      | Robot Koch, Pola Rise                               | 3:30    |
| 3.  | „No More” (gościnnie: Slowsteps) | Pola Rise, Sebastian Storgaard | Manoid, Pola Rise                                   | 4:42    |
| 4.  | „Highway”                        | Pola Rise                      | Jan Pęczak, Pola Rise                               | 4:16    |
| 5.  | „Blackstar”                      | Pola Rise                      | Robot Koch, Pola Rise                               | 3:56    |
| 6.  | „Breathe”                        | Pola Rise                      | Nector, Pola Rise                                   | 3:10    |
| 7.  | „Fear”                           | Pola Rise                      | Robot Koch, Pola Rise                               | 4:13    |
| 8.  | „Sand”                           | Pola Rise                      | Pola Rise, Emiji, Rafal Olewnicki, Lukasz Dudzinski | 3:39    |
| 9.  | „OhOH”                           | Pola Rise                      | Manoid, Pola Rise                                   | 3:58    |
| 10. | „Carousel”                       | Pola Rise                      | Pola Rise, Emiji                                    | 4:34    |
| 11. | „Silence”                        | Pola Rise                      | Manoid, Pola Rise                                   | 3:51    |
| 12. | „The Greatest”                   | Pola Rise                      | Pola Rise                                           | 3:29    |
|     |                                  |                                |                                                     | 47:18   |